# 彼杵町
彼杵町（そのぎまち）は、長崎県東彼杵郡の中部にあった町。1959年（昭和34年）に南隣の千綿村と合併し、東彼杵町となった。
現在の東彼杵町の北部にあたる。

## 地理
- 山：虚空蔵山、高見岳、番神山、飯盛岳、俵坂峠
- 河川：彼杵川、川内川、口木田川
- 溜池：中山池、平山池
- 港湾：彼杵港、音琴浦

## 沿革
- 1889年（明治22年）4月1日 - 町村制施行により、東彼杵郡彼杵村が単独村制にて発足。
- 1898年（明治31年）1月20日 - 九州鉄道長崎線（のち日本国有鉄道大村線）が開業し、当村域に彼杵駅が設置される。
- 1940年（昭和15年）11月3日 - 彼杵村が町制施行。彼杵町となる。
- 1943年（昭和18年） - 小音琴郷の一部を川棚町に編入。
- 1959年（昭和34年）5月1日 - 千綿村と合併して東彼杵町が発足し、彼杵町は自治体として消滅。

## 首長
村長
- 初代 島津良知：1889年5月 - 1892年5月

## 地名
郷を行政区域とする。彼杵町は1889年の町村制施行時に単独で自治体として発足したため、大字は無し。（発足当初は彼杵村）
- 大音琴郷（おおねごと）
- 川内郷（かわち）
- 口木田郷
- 蔵本郷
- 小音琴郷（こねごと） - 1943年、一部を川棚町に編入。
- 坂本郷
- 宿郷（しゅく）[2]
- 菅無田郷
- 中尾郷
- 法音寺郷（ほうおんじ）
- 三根郷

## 産業
漁業および農業を主産業とする。漁業では江戸期から明治期にかけて捕鯨の拠点となった。農業では江戸期より続く茶業が盛んである。

## 交通

### 鉄道
日本国有鉄道
- 大村線

（川棚町） - 彼杵駅 - （千綿村）

## 名所・旧跡
- 彼杵川古墳群
- ひさご塚古墳